# Johannes Hesekiel

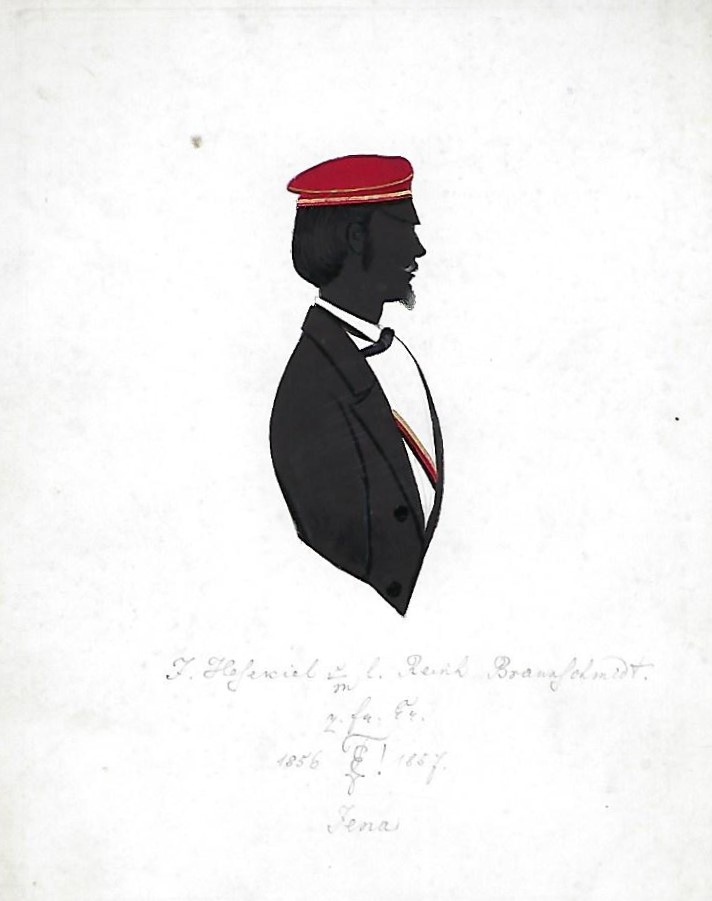
Johannes Hesekiel (1856)

Johannes Karl Friedrich Hesekiel (* 31. Mai 1835 in Altenburg; † 21. Juli 1918 in Wernigerode) war ein deutscher evangelischer Theologe.

## Leben
Hesekiel wurde als Sohn des Generalsuperintendenten Friedrich Hesekiel geboren. Er besuchte zunächst das Altenburger Gymnasium, bevor er ab 1856 in Jena und Erlangen Evangelische Theologie studierte. Während seines Studiums in Jena wurde er im Wintersemester 1856/57 Mitglied der Burschenschaft Arminia auf dem Burgkeller. Nach einer Kur in Alexandersbad setzte er sein Studium an der Universität Leipzig fort, kehrte jedoch bald nach Erlangen zurück, da Franz Hermann Reinhold Frank, sein Lehrer aus Altenburg, dort eine Stelle angetreten hatte. Im Jahr 1860 absolvierte er in Altenburg sein erstes theologisches Examen und erhielt dann eine Stellung als Reiseprediger des Rheinisch-Westfälischen Jünglingsbundes in Ronsdorf bei Barmen und als Synodalagent für lokale Aufgaben in der Inneren Mission Elberfeld.
Nachdem er 1861 in Altenburg sein zweites theologisches Examen bestanden hatte, wurde er zum Gefängnisprediger in Elberfeld berufen. Die von Hesekiel gewünschte Berufung in ein Pfarramt der Region Altenburg kam wegen zu vieler Bewerber nicht zustande. Der bereits seit mehreren Jahren verlobte Hesekiel erwarb daher durch ein Kolloquium am Konsistorium Koblenz die Fähigkeit zur Anstellung in der unierten Evangelischen Landeskirche in Preußen. 1863 wurde Hesekiel von dem Zentralausschuss der inneren Mission gebeten, als Reiseprediger tätig zu werden. Dem kam Hesekiel nach und ging 1863 als Mitarbeiter von Johann Hinrich Wicherns nach Berlin. Für fünf Jahre war Hesekiel als Reiseprediger in Mittel- und Süddeutschland unterwegs, bis er 1868 als Pfarrer an die St.-Ambrosius-Kirche in Magdeburg-Sudenburg berufen wurde. Hier wurde auf sein maßgebliches Wirken hin zwischen 1875 und 1877 eine neue Kirche für die Gemeinde errichtet. Hesekiel gehörte zu den Begründern  des Diakonissen-Mutterhauses Cecilienstift in Halberstadt und der Sächsischen Gesellschaft zur Pflege entlassener Strafgefangener. 1869 gründete er die Konferenz theologischer Berufsarbeiter der Inneren Mission. In Nachfolge von Wolfgang Friedrich Geß war Hesekiel von 1886 bis 1910 Generalsuperintendent in Posen und Oberpfarrer der Posener Paulikirche. Sein Nachfolger als Generalsuperintendent der preußisch-unierten Kirchenprovinz Posen wurde 1911 Paul Blau. Seine letzten Jahre verbrachte Hesekiel in Wernigerode. 

## Ehrungen
Die Theologische Fakultät der Universität Halle verlieh ihm 1883 die Ehrendoktorwürde. 
Hesekiel saß ab 1913 im Preußischen Herrenhaus. Er war Stiftspropst des Klosters Stift zum Heiligengrabe, Domherr von Zeitz, Wirklicher Geheimer Oberkonsistorialrat und schließlich Ehrenvorsitzender des Central-Ausschusses der Inneren Mission. Die Stadt Magdeburg benannte zu seinen Ehren 1890 noch zu seinen Lebzeiten eine in der Nähe der Ambrosiuskirche verlaufende Straße als (Hesekielstraße).

## Schriften
- Biblische Fingerzeige für die Sorge um die eigene Seele. 1913
- Elisabeth Hesekiel (Hrsg.): Erinnerungen aus meinem Leben. 1920
- Hubert Olbrich (Hrsg.): Sozialbericht von Johann Hesekiel 1866 über die Wanderarbeiter beim Rübenanbau und in den Zuckerfabriken der Provinz Sachsen. 1982, ISBN 3-7983-0804-7